# Exzenter (Geodäsie)
Ein Exzenter (auch Exzentrum, lat. ex centro „aus der Mitte“; in der Bedeutung „aus dem Zentrum gerückt“) ist für den Geodäten und Landvermesser ein Aufstellungspunkt des Stativs, der absichtlich von der Ideallinie abweicht. 

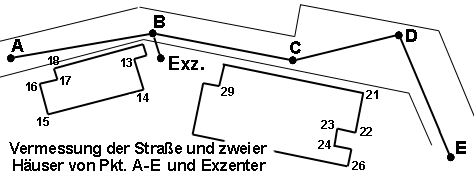
Vermessung einspringender Hausecken oder schwer einzumessender Punkte durch Setzen eines Exzenters

Man setzt solche Exzenter manchmal seitlich der besten Messlinie bzw. des Polygonzugs, um einige sonst nur schwer zugängliche Punkte einmessen zu können. 

Im Bild betrifft das die Punkte 13 und 14 (wogegen 22–24 bereits von Punkt E sichtbar sind). Üblicherweise beträgt die Exzentrizität unter 10 Meter, und der Exzenterpunkt wird nur „angehängt“. Bei langen Exzenterstrecken kann die Messungslinie (im Beispiel A-B-C-D-E) hingegen den Exzenter beinhalten (also A-B-Exz-C-D-E), was etwa bei einem sehr ungleichmäßigen Verlauf eines Bergwerks oder bei manchen Tunneleinbauten gemacht wird.
Während Vermessungspunkte überall zugänglich sind, wäre dies für Punkte der Schweregrundnetze wegen möglicher Erschütterungen problematisch. Daher werden hier Exzenterpunkte in der Umgebung vermarkt.